# فوئنسالدانیا
فوئنسالدانیا (به اسپانیایی: Fuensaldaña) یک شهرستان در اسپانیا است که در استان وایادولید واقع شده‌است.

## نگارخانه

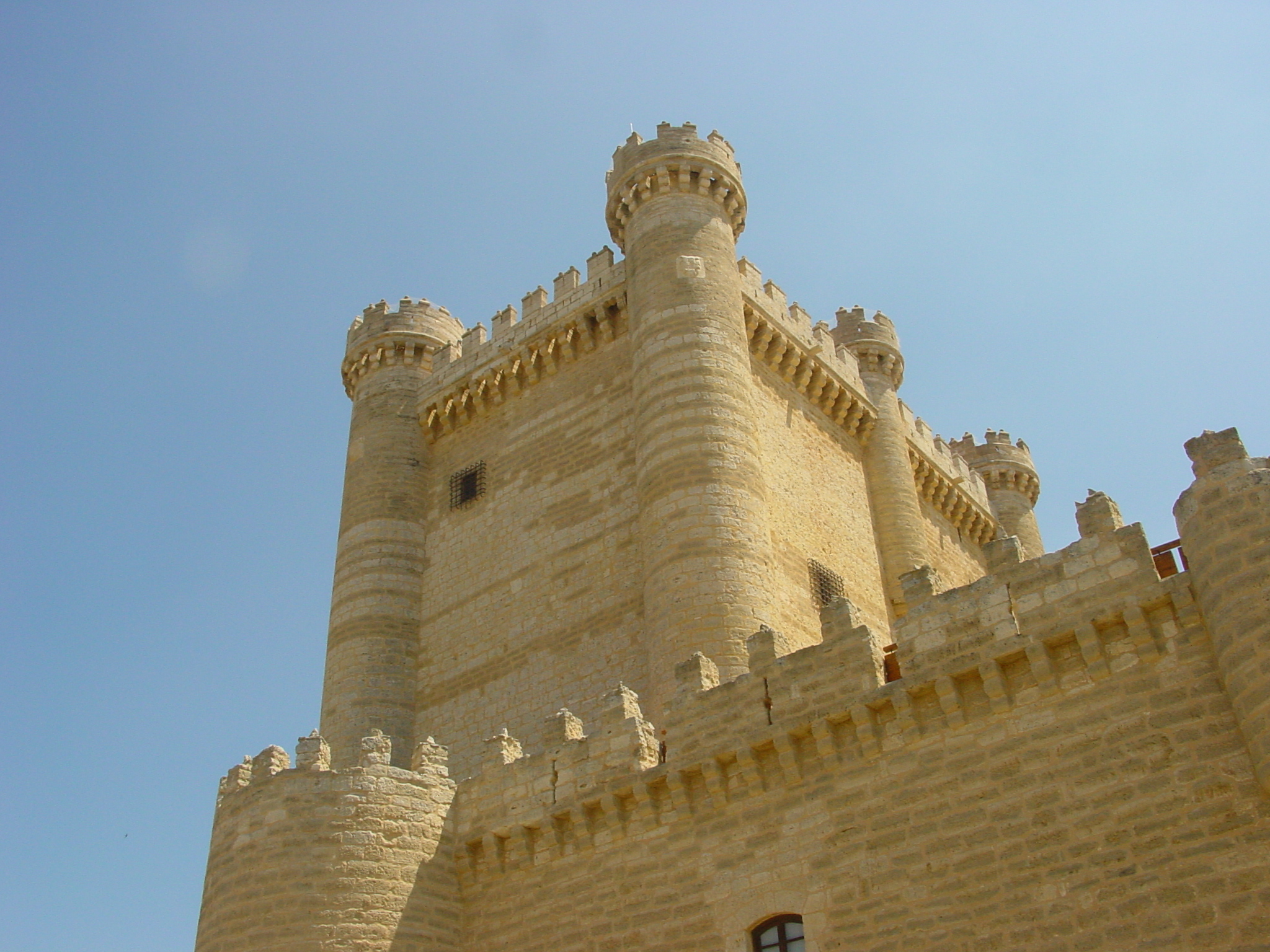
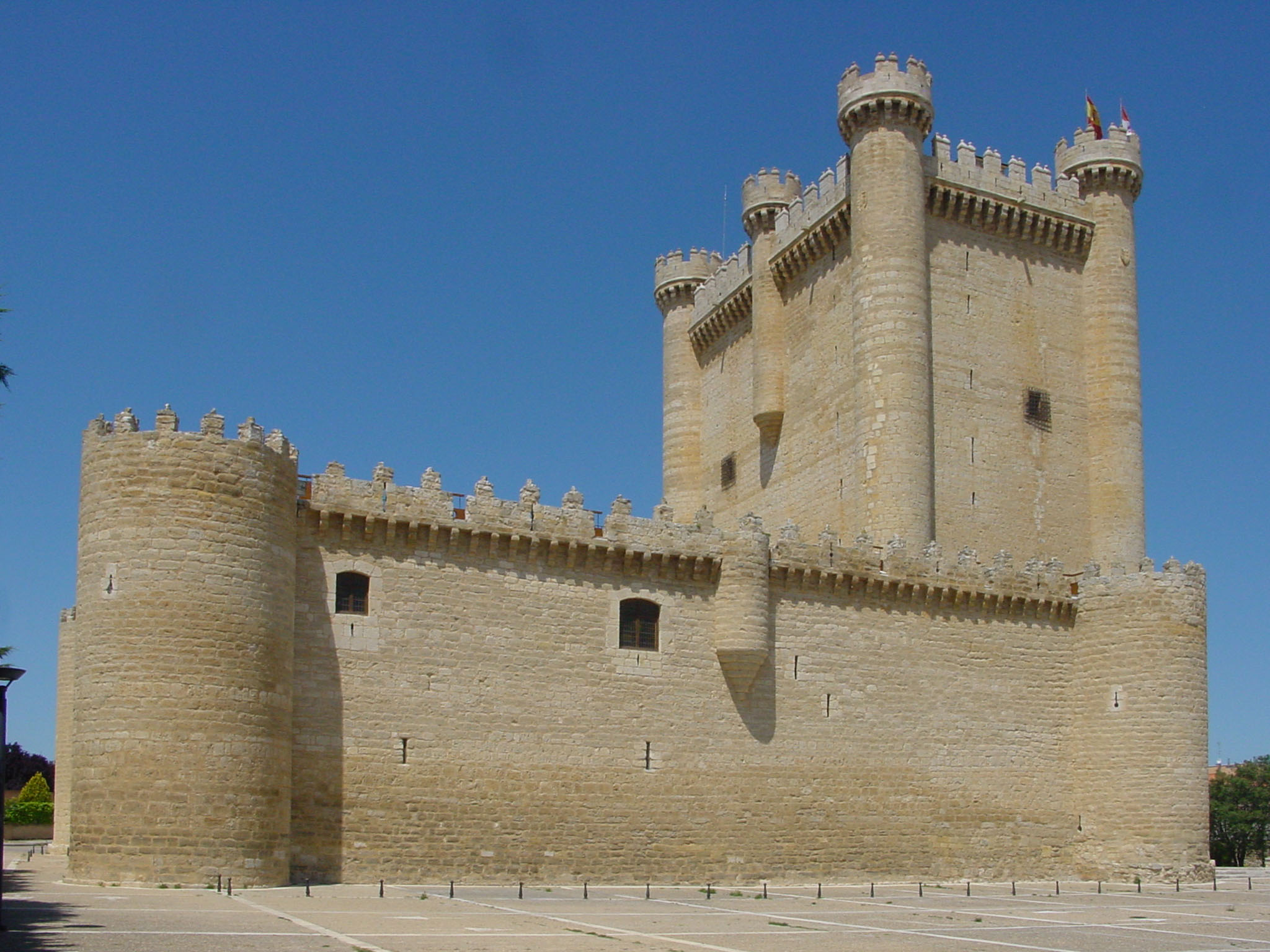